# Ousmane Amadou
Ousmane Amadou (* 25. Juni 1970 in Maradi) ist ein nigrischer Wirtschaftswissenschaftler und Politiker.

## Leben
Ousmane Amadou studierte von 1996 bis 1999 an der Abdou-Moumouni-Universität Niamey. Dieses Studium schloss er mit einer Maîtrise in Wirtschaftswissenschaft ab. Ab 1999 besuchte er die Universität Ouagadougou, an der er 2001 ein Diplôme d’études approfondies in Wirtschaftswissenschaft erwarb. Dort lehrte er anschließend Mikroökonomie, Makroökonomie und Ökonometrie. Amadou absolvierte von 2003 bis 2006 ein Doktoratsstudium an der Universität Ouagadougou. In seiner Dissertation befasste er sich mit einer ökonomischen Analyse der Organisation und Finanzierung des Gesundheitswesens in Niger.
Danach begann er in Lehre und Forschung an der Abdou-Moumouni-Universität Niamey tätig zu sein. Außerdem unterrichtete er an Ecole Nationale d’Administration et de Magistrature (ENAM) in Niamey. Von Februar 2011 bis März 2013 leitete er das Departement für Wirtschaftswissenschaft an der wirtschafts- und rechtswissenschaftlichen Fakultät der Abdou-Moumouni-Universität Niamey. 
Amadou ist Gründer und Vorsitzender der Demokratischen Alternative für Gerechtigkeit in Niger (ADEN-Karkara), einer seit 2. September 2019 bestehenden politischen Partei. Er trat für die ADEN-Karkara als Kandidat bei den Präsidentschaftswahlen von 2020 an und wurde mit 1,32 % der Stimmen zehnter von dreißig Kandidaten.
Ousmane Amadou ist verheiratet und hat drei Kinder.